# Volker Schmidtchen
Volker Schmidtchen (* 6. Februar 1945 in Wartha, Landkreis Frankenstein, Provinz Niederschlesien) ist ein deutscher Technik- und Militärhistoriker.

## Leben
Schmidtchen studierte von 1969 bis 1974 Geschichtswissenschaft, Sportwissenschaft, Romanistik und Politische Wissenschaft an der Ruhr-Universität Bochum, wo er 1976 bei Albrecht Timm zum Dr. phil. promoviert wurde und 1984 sich habilitierte. 1985 wurde er mit dem Rudolf-Kellermann-Preis für Technikgeschichte ausgezeichnet. Er lehrte in Bochum an der Fakultät für Geschichtswissenschaft und an der Sportwissenschaftlichen Fakultät. Zuletzt war er bis 2010 außerplanmäßiger Professor für Technikgeschichte und Militärgeschichte/Sicherheitspolitik an der Ruhr-Universität Bochum.
Er war u. a. Geschäftsführer der Deutschen Gesellschaft für Festungsforschung. Schmidtchen war (Mit-)Herausgeber der Schriftenreihen: „Leitfadens Sicherheitspolitik“, „Wehrtechnik und wissenschaftliche Waffenkunde“, „Festungsforschung“ und „Militärgeschichte und Wehrwissenschaften“. 
Schmidtchen ist Inhaber eines Managementberatungsunternehmens und Wissenschaftlicher Direktor des „Instituts für Wirtschafts- und Sicherheitsstudien“ Firmitas. Er ist Oberst der Reserve. Zuletzt war er Dozent für Außen- und Sicherheitspolitik beim Generalstabslehrgang an der Führungsakademie der Bundeswehr (FüAkBw) in Hamburg. Darüber hinaus ist er Vorsitzender des Wissenschaftlichen Beirates zur Verleihung des Werner-Hahlweg-Preises.

## Schriften (Auswahl)
- Bombarden, Befestigungen, Büchsenmeister: Von den ersten Mauerbrechern des Spätmittelalters zur Belagerungsartillerie der Renaissance. Eine Studie zur Entwicklung der Militärtechnik. Droste, Düsseldorf 1977, ISBN 3-7700-0471-X.
- Die Feuerwaffen des Deutschen Ritterordens bis zur Schlacht bei Tannenberg 1410. Bestände, Funktion und Kosten, dargestellt anhand der Wirtschaftsbücher des Ordens von 1374–1410 (= Schriftenreihe Nordost-Archiv, Heft 10). Nordostdeutsches Kulturwerk, Lüneburg 1977.
- als Hrsg. mit Eckhard Jäger: Wirtschaft, Technik und Geschichte. Beiträge zur Erforschung der Kulturbeziehungen in Deutschland und Osteuropa. Festschrift für Albrecht Timm zum 65. Geburtstag (= Schriften des Nordostdeutschen Kulturwerks Lüneburg). Camen, Berlin 1980 (erschienen 1981), ISBN 3-921515-07-6.
- Karrenbüchse und Wagenburg. Hussitische Innovationen zur Technik und Taktik im Kriegswesen des späten Mittelalters. In: Volker Schmidtchen, Eckhard Jäger (Hrsg.): Wirtschaft, Technik und Geschichte. Beiträge zur Erforschung der Kulturbeziehungen in Deutschland und Osteuropa. Festschrift für Albrecht Timm zum 65. Geburtstag. Camen, Berlin 1980 (erschienen 1981), ISBN 3-921515-07-6, S. 83–108.
- Mittelalterliche Kriegsmaschinen. Sonderdruck für das Osthofentormuseum Soest aus. Gelêrter der arzenîe, ouch apotêker (= Veröffentlichungen des Stadtarchivs Soest fuer das Osthofentormuseum, Heft 1). Westfälische Verlagsbuchhandlung Mocker & Jahn, Soest 1983.
- als Hrsg.: Bernhard Rathgen: Das Geschütz im Mittelalter. Reprint, VDI Verlag, Düsseldorf 1987, ISBN 3-18-400721-9.
- Kriegswesen im späten Mittelalter. Technik, Taktik, Theorie. (Phil. Habilitationsschrift Bochum 1984) VCH Acta Humaniora, Weinheim 1990, ISBN 3-527-17580-6.
- mit Karl-Heinz Ludwig: Propyläen Technikgeschichte. Band 2: Metalle und Macht. 1000 bis 1600. Hrsg. von Wolfgang König, Propyläen, Berlin 1992, ISBN 3-549-05231-6.
- mit Hans-Walter Borries: Gefahren für die innere Sicherheit. Abwehr und Bewältigung von Terroranschlägen mit ABC-Waffen. Ein Leitfaden für Führungskräfte und Mandatsträger. Kommunalverlag, Recklinghausen 2003, ISBN 3-87433-024-9.